# Moskauer Mechanismus
Der Wiener Mechanismus und der Moskauer Mechanismus sind zwei miteinander verbundene Abkommen über vertrauens- und sicherheitsbildende Maßnahmen im Bereich der Menschenrechte, die 1989, 1990 und 1991 von den Mitgliedstaaten der Konferenz über Sicherheit und Zusammenarbeit in Europa (KSZE), die später zur Organisation für Sicherheit und Zusammenarbeit in Europa (OSZE) wurde, geschlossen wurden. Der Wiener Mechanismus sieht Verfahren vor, die auf die Identifizierung, Diskussion und Lösung von Problemen im Umgang mit den Menschenrechten in den Teilnehmerstaaten zielen. Der Moskauer Mechanismus soll ergänzend die Entsendung von unabhängigen Experten in einen anderen Mitgliedstaat ermöglichen, die vor Ort Probleme identifizieren und darüber berichten sollen.

## Entstehung und Terminologie
Der Moskauer Mechanismus begann als „Wiener Mechanismus“ im „Abschließenden Dokument des Wiener Folgetreffens“ von 1989, und wurde in der „Kopenhagener Erklärung von 1990“ und auf einem Treffen in Moskau 1991 weiterentwickelt, was zu dem Namen „Moskauer Mechanismus“ führte. Beide zusammen werden auch als „Mechanismus der menschlichen Dimension“  bezeichnet. Im Prinzip legt der Wiener Mechanismus nur Verfahren fest, nach denen die Teilnehmerstaaten anderen Teilnehmerstaaten Fragen zu Menschenrechten stellen können, während der Moskauer Mechanismus zusätzlich Verfahren für die Einrichtung von Missionen unabhängiger Experten festlegt, die entweder innerhalb eines Staates oder durch Besuche in einem anderen Staat auf Bedenken reagieren sollen. Der Moskauer Mechanismus wurde 1993 in Rom ergänzt.

## Verfahren

### Wiener Mechanismus
Der Wiener Mechanismus sieht vier Maßnahmen vor, die sich auf Fragen von Teilnehmerstaaten zu Menschenrechten beziehen:
- Beantworten von Fragen anderer Staaten;
- Abhalten bilateraler Treffen, um menschenrechtsbezogene Situationen zu prüfen und – wenn möglich – einer Lösung zuzuführen;
- Benachrichtigung aller Teilnehmerstaaten über Fragen in Zusammenhang mit den Menschenrechten;
- Erörterung dieser Fragen auf KSZE-Treffen.

### Moskauer Mechanismus
Der Moskauer Mechanismus ermöglicht es den OSZE-Teilnehmerstaaten, die Einrichtung einer Ad-hoc-Mission unabhängiger Experten zu beantragen, um eine bestimmte Frage oder ein bestimmtes Problem im Zusammenhang mit der menschlichen Dimension der OSZE in ihrem eigenen Hoheitsgebiet oder im Hoheitsgebiet eines anderen OSZE-Staates zu untersuchen. Zur administrativen Unterstützung wurde das Büro für demokratische Institutionen und Menschenrechte (ODIHR) eingerichtet. Hinzu kommen drei Verfahrensschritte: die Erstellung einer „Ressourcenliste“ unabhängiger Experten, die Einladung zu einer „Expertenmission“ (maximal drei Personen) und die Beantragung einer „Berichterstattermission“ (maximal drei Personen).

## Aktivierungen des Wiener Mechanismus (Beispiele)
Am 22. März 2024 riefen 41 Teilnehmerstaaten der OSZE den Wiener Mechanismus im Zusammenhang mit politischen Gefangenen in Russland an. Die Liste der Bedenken umfasste „fortgesetzte willkürliche oder ungerechtfertigte Verhaftungen und Inhaftierungen“, „gezielte Angriffe auf politische Oppositionelle“ und „Folter und Misshandlung“. In der Aufforderung wurden sieben Fragen formuliert, in denen die russischen Behörden um spezifische Informationen zu den Anliegen gebeten wurden.
Am 20. Dezember 2024 wurde der Wiener Mechanismus von Albanien, Österreich, Belgien und vierunddreißig weiteren OSZE-Mitgliedsstaaten im Zusammenhang mit Berichten über Menschenrechtsverletzungen in Georgien, einschließlich der Misshandlung und Verletzung von inhaftierten Demonstranten, der Einmischung und Gewalt gegen Journalisten und der Straffreiheit von Polizeibeamten, die der Verstöße während der georgischen Proteste nach den Wahlen 2024 verdächtigt wurden, aktiviert. Die Staaten beschrieben ihre fünf Hauptanliegen: die Freiheit, sich friedlich zu versammeln, willkürliche Festnahmen und Inhaftierungen, die gezielte Verfolgung der politischen Opposition bei Polizeirazzien und Verhaftungen sowie Misshandlungen, die den Tatbestand der Folter erfüllen könnten. Die Staaten stellten acht spezifische Fragen zu Untersuchungen und zum Schutz der Menschenrechte, die gemäß dem Wiener Mechanismus innerhalb von zehn Tagen beantwortet werden sollten.

## Aktivierungen des Moskauer Mechanismus
Bis Juli 2024 wurde der Moskauer Mechanismus fünfzehn Mal aktiviert, unter anderem im Zusammenhang mit bewaffneten Konflikten, von denen die Zivilbevölkerung betroffen war.

### 1990er Jahre
Der Mechanismus wurde in den 1990er Jahren fünfmal eingesetzt, unter anderem 1992 im Zusammenhang mit Angriffen auf Zivilisten im kroatischen Unabhängigkeitskrieg und im Bosnienkrieg sowie im April 1999 als Reaktion auf die NATO-Bombardierung Jugoslawiens.

### 2000er Jahre
Der Mechanismus wurde in den 2000er Jahren einmal eingesetzt, und zwar im Zusammenhang mit einer Untersuchung nach dem versuchten Anschlag auf den turkmenischen Präsidenten  Saparmyrat Nyýazow am 25. November 2002.

### 2010er Jahre
Der Mechanismus wurde im April 2011 im Zusammenhang mit der Lage in Belarus nach den Präsidentschaftswahlen 2010 und im November 2018 im Zusammenhang mit der Menschenrechtssituation in Tschetschenien eingesetzt.

### 2020er Jahre
Bis Juli 2024 wurde der Mechanismus in den 2020er Jahren sieben Mal in Anspruch genommen.  Die tschechische Juraprofessorin Veronika Bilkova und die lettische Menschenrechtsanwältin Elīna Šteinerte, welche als Expertinnen nach dem Moskauer Mechanismus tätig waren, sahen in den Aufrufen Anfang der 2020er Jahre im Zusammenhang mit dem russischen Einmarsch in der Ukraine und der Menschenrechtslage in Russland und Belarus „das wahre Potenzial des Moskauer Mechanismus, der ihm neuen Schwung verleiht“.
Im September 2020 wurde der Mechanismus als Reaktion auf Menschenrechtsfragen im Zusammenhang mit der Niederschlagung der Proteste in Belarus im Jahr 2020 in Anspruch genommen. Als Reaktion auf die Berichterstattung wurde im März 2021 die Internationale Plattform für Rechenschaftspflicht in Belarus (IAPB) gegründet.
Im März 2022 setzten sich 45 Teilnehmerstaaten mit Unterstützung der Ukraine für die Aktivierung des Moskauer Mechanismus zur Einsetzung einer unabhängigen Expertenmission über die im Krieg der Russischen Föderation, unterstützt von Belarus, gegen die Ukraine begangenen Menschenrechtsverletzungen ein. Der Bericht der Expertenmission dokumentiert eindeutige Verstöße gegen das humanitäre Völkerrecht durch die russischen Streitkräfte in der Ukraine. Am 2. Juni 2022 riefen dieselben 45 Teilnehmerstaaten den Moskauer Mechanismus an, um eine neue Expertenmission einzurichten, um die Ergebnisse dieses Berichts zu prüfen, weiterzuverfolgen und darauf aufzubauen. Der Bericht der Mission, der am 14. Juli 2022 dem Ständigen Rat der OSZE vorgelegt wurde, bestätigte die Ergebnisse der vorangegangenen Mission und stellte eklatante Verstöße gegen das humanitäre Völkerrecht fest, die vor allem den russischen Streitkräften anzulasten waren, sowie weit verbreitete Menschenrechtsverletzungen, insbesondere in den von der Russischen Föderation besetzten Gebieten.
Am 28. Juli 2022 aktivierten 38 OSZE-Teilnehmerstaaten erneut den Moskauer Mechanismus zur Einsetzung einer Expertenmission zur Untersuchung von Menschenrechtsverletzungen in Russland. Zu den Zielen der Mission gehörte es, den Stand der Umsetzung der OSZE-Menschenrechtsverpflichtungen zu bewerten, insbesondere die Auswirkungen der Regierungspolitik auf die Zivilgesellschaft, die Medienfreiheit, die Rechtsstaatlichkeit und die Kapazität demokratischer Prozesse und Institutionen sowie auf die „Verwirklichung des umfassenden Sicherheitsziels der OSZE“.
Der Mechanismus wurde im Jahr 2023 zweimal in Anspruch genommen, und zwar in Bezug auf Belarus und Russland.
Im Februar 2024 wurde der Moskauer Mechanismus von 45 Teilnehmerstaaten mit dem Ziel angerufen, „sich mit der willkürlichen Freiheitsberaubung ukrainischer Zivilisten durch die Russische Föderation“ zu befassen. der entsprechende Bericht wurde im April 2024 von der OSZE veröffentlicht.
Die Experten schätzten, dass die Zahl der willkürlich inhaftierten ukrainischen Zivilisten „in die Tausende“ geht und dass die „überwiegende Mehrheit“ der von den russischen Behörden inhaftierten ukrainischen Zivilisten weder aus Gründen noch unter Bedingungen inhaftiert wurde, die nach dem humanitären Völkerrecht oder den internationalen Menschenrechtsnormen zulässig sind.